# Виоланта де Виларагут
Виоланта де Виларагут (1320 или 1325 — 1362 или 1372) — титулярная королева-консорт Мальорки, супруга Хайме III, дочь Беренгера де Виларагута, сеньора Санмарти и Субиратс, и Сауры Мальоркской, незаконнорождённой дочери Хайме II Мальоркского.
Брачный контракт Виоланты и Хайме, её двоюродного брата, был подписан 10 ноября 1347. Этот брак был вторым для Хайме, за год до этого умерла его первая жена Констанция Арагонская. В браке с королём Мальорки Виоланта приобрела двух приемных детей от первого брака мужа: Хайме IV и Изабеллу. Вскоре после заключения брака брат Виоланты, Беренгерон де Виларагут, был назначен советником и главным управляющим королевского двора её мужа. В этом браке у Виоланты родился единственный известный ребёнок, дочь Эскларамунда, умершая во младенчестве.
После смерти Хайме в битве при Льюкмайоре 25 октября 1349 Виоланта и её приемные дети были захвачены королём Арагона Педро IV и заключены в замке Бельвер. Позже её пасынка Хайме перевели в Барселону, а Виоланту и Изабеллу в монастырь клариссинок в Валенсии. Об освобождении Виоланты и Изабелы хлопотали Папа Римский и Иоанн II, король Франции. В результате их заступничества Виоланта была освобождена, а вскоре за ней и Изабелла при условии её отказа от прав на Мальорку.
После освобождения Виоланта покинула Испанию и отправилась во Францию, где поселилась в замке недалеко от Монпелье. В 1352 король Франции пожаловал Виоланте титул виконтессы Омелас. В 1353 году Виоланта второй раз вышла замуж за Оттона Брауншвейгского, лояльного рыцаря французского короля и будущего мужа Джованны I, королевы Неаполя. Вскоре Виоланта смогла устроить брак Изабеллы с Джованни II Палеологом, маркизом Монферрато.
Точная дата смерти Виоланты неизвестна. Она умерла между 1362 и 1372 годами, не оставив детей. Её второй муж, Оттон Брауншвейгский, стал четвёртым мужем Джованны I, вдовы приёмного сына Виоланты Хайме IV .

## Примечание
1. ↑  Генеалогическое древо королей Майорки Архивная копия от 1 декабря 2017 на Wayback Machine // Foundation for Medieval Genealogy.
2. ↑  Генеалогическое древо рода де Виларагут Архивная копия от 18 апреля 2012 на Wayback Machine // Foundation for Medieval Genealogy.
3. 1 2 3  Violant de Vilaragut Архивная копия от 24 сентября 2015 на Wayback Machine // Gran Enciclopèdia Catalana.
4. ↑  Elisabet de Mallorca Архивная копия от 24 сентября 2015 на Wayback Machine // Gran Enciclopèdia Catalana.
5. ↑  Генеалогическое древо герцогов Брауншвейгских Архивная копия от 15 января 2018 на Wayback Machine // Foundation for Medieval Genealogy.